# ارکیده شکرین
ارکیده شکرین (نام علمی: Ericksonella) نام یک سرده از تبار درازگوشان است.